# 盧伊森山
47°03′57″N 12°41′10″E / 47.065763°N 12.686101°E

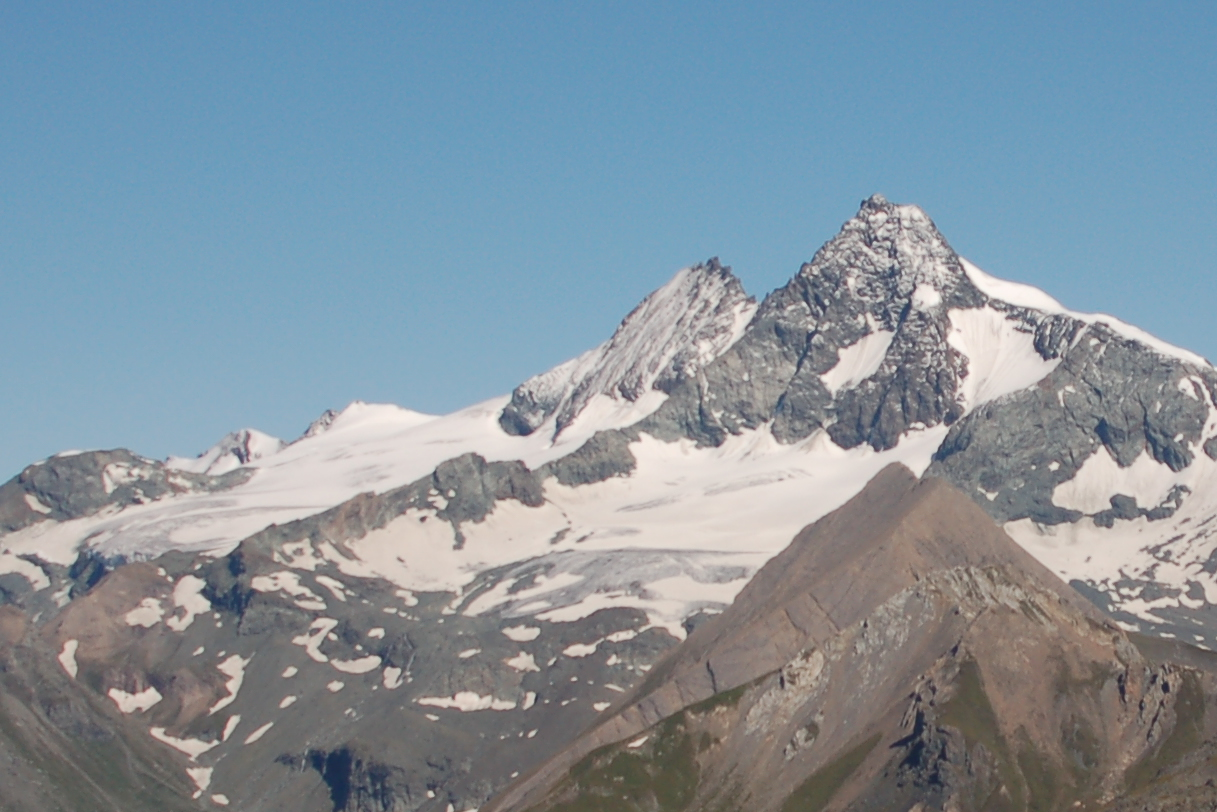

盧伊森山（德語：Luisenkopf），是奧地利的山峰，位於該國西部，由蒂羅爾州負責管轄，屬於格洛克納山脈的一部分，海拔高度3,207米，每年平均降雨量2,073毫米。